# 2010年3月英國

## 3月31日
- 蘇格蘭和北愛爾蘭地區受大雪吹襲，兩地分別有大約24,000戶和48,000戶因電纜倒塌而沒有電力供應，警方在倫敦德里附近道路救出300名被困的駕駛人士和乘客，南拉納克郡一輛校車失事，車上一名17歲女生喪生。BBC （页面存档备份，存于）
- 一名警長去年4月涉嫌在倫敦G20峰會示會棍打一名女示威者，在西敏市裁判法院被控普通襲擊罪名不成立；但獨立警務投訴委員會表示涉案警長仍可能受警方紀律處分。BBC （页面存档备份，存于）

## 3月30日
- 前英揆貝理雅返回昔日代表的選區塞奇菲爾德，向工黨支持者發表演說，他表揚白高敦具備「經驗、判斷力和勇氣」，而且下正確決定令英國走出經濟衰退。這是貝理雅在2007年卸任首相以來首次在本土發表政治演說。BBC （页面存档备份，存于）
- 財相戴理德出席下院財政委員會，強調英國不會單方面採取行動加強管制金融機構，否則會損害倫敦作為金融中心的地位，或導致銀行撤出英國。保守黨早前則表示，即使國際間沒有跟隨，都會在本土向銀行開徵新稅。BBC （页面存档备份，存于）

## 3月29日
- 獨立國會規範局主席伊恩·肯尼迪爵士表示，自新一屆國會會期開始，下議員不能再申領津貼購買第二居所，但選區距離國會至少20英里或60分鐘車程的下議員，仍可申領不多於1,450英鎊的倫敦住屋津貼，相當於可租住一個一房單位。BBC （页面存档备份，存于）
- 英國鐵路工會與資方在倫敦舉行會談，尋求達成共識。工會方面因不滿資方計劃裁減1,500名員工，以及增加晚間和假日工作時數，而計劃在4月6日起發動為期四日的全國性罷工。BBC （页面存档备份，存于）

## 3月28日
- 保守黨黨魁大衛·卡梅倫抵達布萊頓出席春季黨大會，為即將來臨的大選定下六大主題，分別為國債、經濟、家庭、公立醫院、學校和改革西敏。BBC （页面存档备份，存于）
- 下議院外交事務委員會認為雖然英、美關係「深切而重要」，但英、美不再維持「特殊關係」。BBC （页面存档备份，存于）

## 3月27日
- 英航工會發動第二輪罷工，首日希思羅機場至少96班離境客機取消。英航估計百分之75的航班維持正常，而罷工將持續至3月30日。BBC （页面存档备份，存于）
- 英揆白高敦到諾定咸為工黨造勢，並在演說中發表提高生活質素、確保前線服務、強化公平、發展高科技經濟和促進經濟復甦五大競選承諾，另外又強調要加強政府的問責度。一般預料白高敦會宣佈在5月6日舉行大選。BBC （页面存档备份，存于）

## 3月26日
- 高等法院裁定，政府在決定為希思羅機場興建第三條跑道前，未有向公眾作出公平而充分的諮詢，頒令政府就全盤政策重新作出審視。雖然判決沒有明令禁制政府擴建跑道，但興訟的機場鄰近居民、地方議會和環保團體仍對判決表示歡迎。BBC （页面存档备份，存于）
- 被指涉嫌接受開價影響政府政策的前工黨國防大臣禤智輝，承認自己失言，但強調有關言論是在非正式場合發表，並無任何特別目的，但英揆白高敦則批評有關事件「不可接受」。BBC （页面存档备份，存于）

## 3月25日
- 英國各鐵路工會領袖開會商討是否舉行全國罷工，而代表信號員和維修技工的工會已率先表態支持。據消息人士透露，工會正計劃在4月1日復活節客量高峰期開始發動罷工，一旦成事，將會是鐵路職工16年來首次的全國性罷工。泰晤士報[]
- 財相戴理德昨日宣讀《財政預算案》後，保守黨和自由民主黨對預算案作出批評，保守黨認為預算案內容「空洞」，毫無「願景」，但戴理德則反駁工黨政策已「初見成效」，並指保守黨削減公共開支的方案會令英國步向衰退危機。BBC （页面存档备份，存于）

## 3月24日
- 財相戴理德即將向下議院發表《財政預算案》，消息指，預算案重點包括，豁免購買市值25萬英鎊以下物業的首次置業人士所繳納的印花稅，另外亦會調高烈酒酒稅，以打擊時下青年的酗酒問題。外界一般相信《預算案》的發表距離大選只有六個星期。BBC （页面存档备份，存于）
- 下議院通過《集束軍火（禁令）草案》，正式禁止軍方使用集束炸彈。草案現正等待獲得御准，以成為正式法例。在此以前，英政府已在2008年簽署國際公約，停止使用集束炸彈。BBC （页面存档备份，存于）

## 3月23日
- 蘇格蘭醫生及藥理學家詹姆士·W·布拉克爵士因病在3月22日逝世，終年85歲。布拉克爵士在1924年7月14日出生，1981年獲封下級勳位爵士，1988年因發明藥物心得安和合成出甲氰咪胍而榮獲諾貝爾醫學獎。布拉克爵士自1992年至2006年榮任丹地大學校監，2000年復獲英女皇頒授功績勳章。BBC （页面存档备份，存于）、STV
- 涉嫌接受開價影響政府政策的前工黨貿工大臣拜爾斯、前衛生大臣賀韻芝和前國防大臣禤智輝被工黨停止黨籍，司法大臣施仲宏形容事件令下議院議員感到「震怒」。BBC （页面存档备份，存于）

## 3月22日
- 涉嫌接受開價影響政府政策的前工黨貿工大臣拜爾斯表示，他已主動要求有關當局就事件展開調查，並堅稱自己沒有違法。根據報導，拜爾斯在早前秘密拍攝的片段中，聲稱自己「就像一輛可供出租的計程車」，而且「只要一撥電話給商務大臣文德森勳爵，即可改變對TESCO不利的政策」。BBC （页面存档备份，存于）
- 英航工潮踏入第三日，以首都希思羅機場的罷工規劃最大，工會方面則認為「勞資雙方都是事件的輸家」。BBC （页面存档备份，存于）

## 3月21日
- 工黨有前內閣閣僚涉嫌接受開價影響政府政策，其中前衛生大臣賀韻芝和前國防大臣禤智輝各被指開價每日3,000英鎊，而前貿工大臣拜爾斯在BBC第四台一段秘密錄影的片段中，更開價每日收取5,000英鎊，以上各人對事件加以否認。BBC （页面存档备份，存于）
- 英航工潮雖然踏入第二日，但勞資雙方各宣稱在事件取得優勢，工會表示第一日罷工有半數英航客機停飛，而英航方面則強調罷工人數較原訂的少，格域機場有百分之97的員工如常工作，而希思羅機場亦有一半員工留守崗位。BBC （页面存档备份，存于）

## 3月20日
- 對於前首相貝理雅在2008年8月獲南韓石油集團UI能源公司聘為顧問，政府表示有關聘用已獲批准。BBC （页面存档备份，存于）
- 保守黨表示，如果能夠在大選後執掌政府，不論其他國家的做法，都會向銀行開徵新稅。BBC （页面存档备份，存于）

## 3月19日
- 英航工會與資方談判破裂，將如期在3月20日舉行三日罷工，稍後再在3月27日舉行四日罷工。BBC （页面存档备份，存于）
- 商務大臣文德森勳爵澄清，工黨無計劃一旦在大選後推出加稅方案。BBC （页面存档备份，存于）

## 3月18日
- 全國核數廳調查發現，政府各部門自2005年至2009年間，各項重整和搬遷計劃一共花費7.8億英鎊，部份項目被質疑浪費公帑。BBC （页面存档备份，存于）
- 上議院一個委員會發表報告，表示英國的網際網絡有能力抵禦大規模的駭客襲擊。BBC （页面存档备份，存于）

## 3月17日
- 英揆白高敦致函伊拉克研訊委員會主席，承認自己早前在研訊表示工黨治下國防開支連年增加，是失實的說法。泰晤士報 （页面存档备份，存于）、BBC （页面存档备份，存于）
- 英國失業率繼續錄得跌幅，最新數字顯示，失業總人數由2009年11月的245萬人，至2010年1月下降33,000人，最新失業率為百分之7.8。BBC （页面存档备份，存于）

## 3月16日
- 早前在巴基斯坦被擄走的5歲巴裔英籍男童，已被尋獲，男童安然無恙。BBC （页面存档备份，存于）
- 上議院通過《數碼經濟草案》，加強規管網際網絡使用者侵權問題，並計劃禁止非法檔案分享，預料草案可在大選前獲下議院通過。BBC （页面存档备份，存于）

## 3月15日
- 繼運輸大臣艾德思勳爵後，英揆白高敦加入批評英航工會罷工「無理而糟糕」。BBC （页面存档备份，存于）
- 34歲的大衛·碧咸周日在代表AC米蘭對基爾禾的足球賽事中拉傷左腳跟腱，將會前往芬蘭接受手術，但他第四次參加世界盃的願望極可能因此落空。BBC （页面存档备份，存于）

## 3月14日
- 運輸大臣艾德思勳爵在BBC清談節目上批評英航工會「完全沒有理由」舉行罷工。BBC （页面存档备份，存于）
- 運輸大臣艾德思勳爵透露，政府即將提出新一輪方案改革上議院，當中包括上院議員全面以選舉產生。BBC （页面存档备份，存于）

## 3月13日
- 自由民主黨表示，不會支持政府在下個財政年度過早削減公共開支。BBC （页面存档备份，存于）
- 司法部表示，無計劃將刑事責任的最低年齡由10歲提高至12歲，認為10歲兒童已能對罪行有所了解。BBC （页面存档备份，存于）

## 3月12日
- 英航工會宣佈在3月底發動合共七日的大規模罷工，對薪酬和員工待遇表達不滿，但工會承諾不會在復活節旺季期間罷工。BBC （页面存档备份，存于）
- 有政府委託的檢討報告認為，現階段英格蘭地區的學校無必要辭退擁有極右政黨英國國家黨黨籍的教師，保守黨教育事務發言人批評建議助長極端主義，認為英國國家黨黨員不應在學校任教。BBC （页面存档备份，存于）

## 3月11日
- 三名工黨下議員和一名保守黨上院議員涉嫌造假帳以詐取議員津貼，遭落案起訴，於倫敦南沃克皇室法庭提堂。四人全部否認控罪，暫准無條件保釋外出，3月30日再審。BBC （页面存档备份，存于）
- 運輸大臣艾德思勳爵公佈新一份《白皮書》，勾劃建議中的高鐵方案，計劃興建新線，以時速250英里每小時的列車往返倫敦和伯明翰兩地，並可進一步延伸至英格蘭北部和蘇格蘭。不過，由於方案要諮詢公眾才能定案，預料最快到2017年才能正式動工。BBC （页面存档备份，存于）

## 3月10日
- 政府根據高級薪酬評議會建議，宣佈高級公務員、公立醫院經理、醫生、顧問醫生、法官等公營部門高級員工，將於2010年至2011年財政年度凍薪，共渡時艱。BBC （页面存档备份，存于）
- 英揆白高敦確認財相戴理德將於3月24日向下議院發表《財政預算案》，他又謂英國經濟前景仍有隱憂。BBC （页面存档备份，存于）

## 3月9日
- 國防大臣艾思和接受BBC訪問，他表示美軍近來加重在阿富汗赫爾曼德省的駐軍，英國正考慮將省內部份地區移交美方接管。BBC （页面存档备份，存于）
- 工黨建議立法規定英格蘭和威爾斯地區所有飼養寵物的人士，要為寵物購買保險。BBC （页面存档备份，存于）

## 3月8日
- 有公務員工會不滿政府新制定的遣散費機制，今日起發動一連兩日的罷工，預料全國各地最多會有200,000名公務員響應。BBC （页面存档备份，存于）
- 在2003年時任教育大臣的現任外相文禮彬出席伊拉克研訊，表示聯合國多次制裁伊拉克無效，因此出兵伊拉克有其需要。BBC （页面存档备份，存于）

## 3月7日
- 冰島超過九成選民在公投否決向英國和荷蘭就冰島銀行擠提一事賠償，冰島政府表示會繼續與英、荷政府尋求達成共識，解決為數共34億英鎊的賠款。BBC （页面存档备份，存于）
- 保守黨上院議員譚百德勳爵接受BBC訪問，表示現任下院議長約翰·貝爾考已不再是保守黨員，白金漢選區的保守黨選民無責任在大選支持貝爾考。譚百德的言論與保守黨黨魁甘民樂早前呼籲白金漢選區選民支持貝爾考的言論有出入。BBC （页面存档备份，存于）

## 3月6日
- 英揆白高敦在出席伊拉克研訊後突然到訪阿富汗，他承諾會向當地駐軍提供充足裝備，但保守黨批評他借軍隊造勢。BBC （页面存档备份，存于）、BBC[]
- 有前軍方領袖在報章撰文，批評白高敦在任財相期間，無向參與伊拉克戰爭的英軍提供充裝備，與白高敦在伊拉克研訊上的作供有出入。BBC （页面存档备份，存于）、泰晤士報[]

## 3月5日
- 英揆白高敦首度出席伊拉克聆訊，在2003年時仍出任財相的他，在會上強調英、美出兵伊拉克是正確的決定，但他承認英國在事件上有不少需要學習的地方。BBC （页面存档备份，存于）
- 高級薪酬評議會宣佈下議員在4月1日起加薪，幅度為每年上調約1,000英鎊。有關的加幅，是由評議會參考15個公共界別員工薪酬中位數的變幅而得出的。有地方議會員工批評下議員可獲加薪，但他們卻遭凍薪，感到不公，而政府已宣佈所有經政治任命出任官職的下議員全部放棄加薪。以往下議員薪酬調整經由全體下議員投票決定，今次是首次由評議會決定。BBC （页面存档备份，存于）

## 3月4日
- 一名來自大曼徹斯特的五歲印巴裔英籍男童，與家人出遊巴基斯坦時被綁匪綁架，並提出以10萬英鎊交換人質，英國駐當地高級專員公署正與其家屬聯繫。BBC （页面存档备份，存于）
- 英揆白高敦會見到訪的南非總統雅各布·祖瑪，強調現階段放寬對津巴布韋的制裁屬言之尚中，並要求當地先改善人權和傳媒審查狀況。BBC （页面存档备份，存于）

## 3月3日
- 工黨前黨魁邁克爾·富特在倫敦家中病逝，終年96歲。富特曾在1945年至1955年，以及自1960年至1992年任下議院議員，1980年以極左旗號出任黨魁，1983年帶領工黨出選大選，試圖擊敗執政保守黨政府，但被戴卓爾夫人重挫慘敗。泰晤士報[]、BBC （页面存档备份，存于）、BBC （页面存档备份，存于）
- 已故前英揆邱吉爾爵士的長孫溫斯頓·邱吉爾因癌病在昨日逝世，終年69歲，邱吉爾在1970年至1977年間任下院議員，但沒有像他的祖父一樣在政壇符得意。泰晤士報 （页面存档备份，存于）

## 3月2日
- 為縮減開支，BBC宣佈會逐步削減網站和電台業務，並減少引入外購片集。其中，BBC電台第六台音樂頻道和亞洲頻道將於2011年年底停播，到2013年，網頁規模會比現時縮減四分之一。泰晤士報 （页面存档备份，存于）
- 有調查發現，支持成立英格蘭國會的民眾由10年前的百分之18升至百分之29。BBC （页面存档备份，存于）

## 3月1日
- 受英國大選選情不明朗困擾，英鎊兌美元匯價下跌百分之1.6，跌穿1英鎊兌1.50美元水平，是10個月以來的低位。BBC （页面存档备份，存于）
- BBC調查發現，如果英格蘭各地方議會在未來三至五年計劃削減一成人手，可合共導致25,000人失業。BBC （页面存档备份，存于）

| 依月份排列新聞動態 |
| \| - 2014年英國：1月 - 2月 - 3月 - 4月 - 5月 - 6月 - 7月 - 8月 - 9月 - 10月 - 11月 - 12月 - 2013年英國：1月 - 2月 - 3月 - 4月 - 5月 - 6月 - 7月 - 8月 - 9月 - 10月 - 11月 - 12月 - 2012年英國：1月 - 2月 - 3月 - 4月 - 5月 - 6月 - 7月 - 8月 - 9月 - 10月 - 11月 - 12月 - 2011年英國：1月 - 2月 - 3月 - 4月 - 5月 - 6月 - 7月 - 8月 - 9月 - 10月 - 11月 - 12月 - 2010年英國：1月 - 2月 - 3月 - 4月 - 5月 - 6月 - 7月 - 8月 - 9月 - 10月 - 11月 - 12月 - 2009年英國：1月 - 2月 - 3月 - 4月 - 5月 - 6月 - 7月 - 8月 - 9月 - 10月 - 11月 - 12月 - 2008年英國：1月 - 2月 - 3月 - 4月 - 5月 - 6月 - 7月 - 8月 - 9月 - 10月 - 11月 - 12月 檢閱 \| |
| - 2014年英國：1月 - 2月 - 3月 - 4月 - 5月 - 6月 - 7月 - 8月 - 9月 - 10月 - 11月 - 12月 - 2013年英國：1月 - 2月 - 3月 - 4月 - 5月 - 6月 - 7月 - 8月 - 9月 - 10月 - 11月 - 12月 - 2012年英國：1月 - 2月 - 3月 - 4月 - 5月 - 6月 - 7月 - 8月 - 9月 - 10月 - 11月 - 12月 - 2011年英國：1月 - 2月 - 3月 - 4月 - 5月 - 6月 - 7月 - 8月 - 9月 - 10月 - 11月 - 12月 - 2010年英國：1月 - 2月 - 3月 - 4月 - 5月 - 6月 - 7月 - 8月 - 9月 - 10月 - 11月 - 12月 - 2009年英國：1月 - 2月 - 3月 - 4月 - 5月 - 6月 - 7月 - 8月 - 9月 - 10月 - 11月 - 12月 - 2008年英國：1月 - 2月 - 3月 - 4月 - 5月 - 6月 - 7月 - 8月 - 9月 - 10月 - 11月 - 12月 檢閱       |